# 扯根菜科
扯根菜科只有1属2种，分布在北美洲东部和东亚，中国有1种—扯根菜（Penthorum chinense Pursh. ），分布在除西北以外的所有地区。
本科植物为多年生直立草本，叶互生，有锯齿；有地下茎；花没有花瓣；果实为蒴果，从下部开裂。多生于水边。
1981年的克朗奎斯特分类法将其列在虎耳草科中，1998年根据基因亲缘关系分类的APG 分类法单独列为一个科，2003年经过修订的APG II 分类法认为可以选择性地和小二仙草科合并。

## 下级分类
本科包括以下属：
- 扯根菜属 Penthorum L.
  - 扯根菜 Penthorum chinense Pursh
  - Penthorum sedoides L.